# Veprecula echinulata
Veprecula echinulata é uma espécie de gastrópode do gênero Veprecula, pertencente a família Raphitomidae.